# Catherine Harrison
Catherine Harrison, née le 9 avril 1994 à Memphis, est une joueuse américaine de tennis.

## Carrière
Catherine Harrison a débuté sur le circuit professionnel en 2011.
En février 2022, elle gagne son 1er titre en double lors du tournoi WTA 250 de Monterrey avec sa compatriote Sabrina Santamaria. 

## Palmarès

### Titre en double dames
| No | Date       | Nom et lieu du tournoi        | Catégorie | Dotation  | Surface    | Partenaire         | Finalistes               | Score            |          |
| -- | ---------- | ----------------------------- | --------- | --------- | ---------- | ------------------ | ------------------------ | ---------------- | -------- |
| 1  | 28-02-2022 | Abierto GNP Seguros Monterrey | WTA 250   | 239 477 $ | Dur (ext.) | Sabrina Santamaria | Han Xinyun Yana Sizikova | 1-6, 7-5, [10-6] | Parcours |

## Parcours en Grand Chelem

### En simple dames
| Année | Open d'Australie | Open d'Australie | Internationaux de France | Internationaux de France | Wimbledon      | Wimbledon        | US Open         | US Open         |
| ----- | ---------------- | ---------------- | ------------------------ | ------------------------ | -------------- | ---------------- | --------------- | --------------- |
| 2022  | —                | —                | —                        | —                        | 2e tour (1/32) | Ajla Tomljanović | 1er tour (1/64) | Aryna Sabalenka |

N.B. : à droite du résultat se trouve le nom de l'ultime adversaire.

### En double dames
| Année | Open d'Australie                                                                      | Open d'Australie | Internationaux de France                                                        | Internationaux de France                                                               | Wimbledon                                                                        | Wimbledon                                                                             | US Open | US Open |
| ----- | ------------------------------------------------------------------------------------- | ---------------- | ------------------------------------------------------------------------------- | -------------------------------------------------------------------------------------- | -------------------------------------------------------------------------------- | ------------------------------------------------------------------------------------- | ------- | ------- |
| 2022  | —                                                                                     | —                | 2e tour (1/16) U. Eikeri \|\| style="text-align:left;" \| M. Doi A. Tomljanović | 2e tour (1/16) S. Santamaria \|\| style="text-align:left;" \| A. Rosolska E. Routliffe | 2e tour (1/16) I. Neel \|\| style="text-align:left;" \| A. Muhammad E. Shibahara |                                                                                       |         |         |
| 2023  | 1er tour (1/32) U. Eikeri \|\| style="text-align:left;" \| B. Krejčíková K. Siniaková | —                | —                                                                               | —                                                                                      | —                                                                                | —                                                                                     | —       |         |
| 2024  | 1er tour (1/32) U. Eikeri \|\| style="text-align:left;" \| A. Bogdan R. Masarova      | —                | —                                                                               | —                                                                                      | —                                                                                | 2e tour (1/16) A. Rosolska \|\| style="text-align:left;" \| G. Dabrowski E. Routliffe |         |         |

N.B. : le nom de la partenaire se trouve sous le résultat ; le nom des ultimes adversaires se trouve à droite.

## Classements WTA en fin de saison
| Année          | 2010 | 2011 | 2012 | 2013 | 2014 | 2015 | 2016 | 2017 | 2018 | 2019 | 2020 | 2021 | 2022 | 2023 | 2024 |
| Rang en simple | 938  | 1201 | –    | 866  | –    | –    | 999  | 934  | 715  | 266  | 281  | 254  | 299  | 993  | 357  |
| Rang en double | –    | –    | –    | 1016 | 799  | –    | 387  | 498  | 672  | 270  | 204  | 115  | 83   | 278  | 182  |

Source : (en) Classements de Catherine Harrison sur le site officiel de la Fédération internationale de tennis